# Гликонери (дем Ясъкьой)
Вижте пояснителната страница за други значения на Гликонери.
Гликонери (на гръцки: Γλυκονέρι, катаревуса Γλυκονέριον, Гликонерион, старо име Карабунар) е село в Република Гърция, дем Ясъкьой. Според преброяването от 2001 година селото наброява 124 жители.

## География
Селото е разположено на два километра източно от езерото Буругьол (Вистонида).